# Kuniów (gmina)
Kuniów (od 1922 Nowomalin) – dawna gmina wiejska istniejąca do 1922 roku w woj. wołyńskim (obecnie na Ukrainie). Siedzibą gminy był Kuniów.
Na początku okresu międzywojennego gmina Kuniów należała do powiatu ostrogskiego w woj. wołyńskim. 6 maja 1922 roku gminę przemianowano na Nowo-Malin.